# 新北市三重區碧華國民小學
25°05′05″N 121°29′23″E / 25.084693°N 121.489604°E
新北市三重區碧華國民小學，簡稱碧華國小（英語：Bihua Elementary School），位於臺灣新北市三重區五華街160號，於民國62年（1973年）8月1日創校。校地約3.0418公頃。

## 校史

### 創校時期（民國62年-68年）
民國62年8月1日，奉臺灣省教育廳函由厚德國小畫分學區成立臺北縣三重市碧華國民小學。民國63年2月1日，忠孝樓、和平樓、仁愛樓、莊敬樓興建完成。同年9月1日開始招生，並由厚德國小移撥63班。民國64年5月，信義樓一、二樓興建完成。同年8月1日，自強樓興建完成。民國65年3月15日，信義樓興建完成。民國66年7月，忠孝樓三樓興建完工。民國67年5月，自強樓三樓興建完工。民國68年9月，和平樓、莊敬樓增建完工。

### 擴充時期（民國69年-99年）
民國69年9月1日學區調整，全校總班級數115班6359人，學區共18個里。民國70年8月1日，永福國小成立，本校畫分出2學區，全校班級數120班6746人，學區共16個里。
民國72年6月，碧華樓一、二樓興建完成。民國73年9月15日，仁愛樓興建完工，碧華樓三、四樓增建完工。民國74年6月15日，信義樓增建四樓，解決二部制學生上課問題。民國76年7月3日，司令臺拆除。民國77年5月30日，敬業樓一、二、三樓興建完成。
民國78年2月1日，分校五華國小奉准成立籌備，由曾震言校長兼籌備主任。同年4月12日，敬業樓四、五樓增建完成，二部制問題漸緩。
民國79年8月1日，奉准成立碧華國小附設幼稚園共三班。民國79年8月1日，全校班級數197班，學生數共9830人，教職員工共325人。規模為全國第二大小學。
民國80年9月1日，移撥60班學生至五華國小，全校班級數減為135班，學生數共6395人，學區十一里。成立特教班、音樂資優班2班、啟聰班2班。民國81年9月1日，學校國樂團成立。民國82年5月，操場整建為PU跑道。
民國87年8月1日，學區調整，全校共120班，學生數4131人，學區共12個里。民國88年1月15日，碧華樂韻臺興建完成。民國88年5月27日，升旗臺興建完成。
民國92年12月24日，縣府校務評鑑小組到校評鑑，本校獲評為優等。民國94年7月1日，獲選教育部94年資訊融入教學社群學校。
民國99年12月25日，臺北縣於99年12月25日改制為直轄市，本校依規定配合改名為新北市三重區碧華國民小學。

### 舊校舍改建時期（民國100年-109年）
民國100年7月6日，信義樓經新北市政府教育局同意拆除。民國102年7月29日，整建老舊校舍暨設置地下停車場開工典禮。民國104年1月23日，「老舊校舍整建暨興建地下公共停車場工程」上樑典禮。同年10月，「老舊校舍整建暨興建地下公共停車場工程」一期校舍第一階段竣工搬遷完畢。民國106年11月6日，「老舊校舍整建暨興建地下公共停車場工程」一期校舍第二階段竣工搬遷完畢。民國107年4月17日，核定107學年度為新生額滿學校。同年6月，二期校舍動土典禮。7月6日，敬業樓、碧華樓拆除。民國108年7月23日，核定108學年度為新生額滿學校。民國109年5月13日，109學年度一升二維持額滿學校。9月1日，老舊校舍整建完工啟用典禮。同年10月，碧華國小地下停車場遭為躲避警察的持槍歹徒闖入，造成校園封鎖，師生暫時無法進教室，最後警察逼不得已開槍，使歹徒臀部中彈投降，所幸師生無人傷亡。

## 歷屆校長
| 任別   | 姓名   | 任期                    | 備註       |
| ------ | ------ | ----------------------- | ---------- |
| 第一任 | 鄭超   | 民國63.08.10~69.08.08   |            |
| 第二任 | 陳慶龍 | 民國69.08.08~77.08.20   |            |
| 第三任 | 曾震言 | 民國77.08.20~85.02.01   |            |
| 代理   | 丁長浦 | 民國85.02.01~85.08.01   | 原校務主任 |
| 第四任 | 曾松平 | 民國85.08.01~93.08.01   |            |
| 第五任 | 蔡寶俊 | 民國93.08.01~100.08.01  |            |
| 第六任 | 陳淑芳 | 民國100.08.01~104.02.01 |            |
| 第七任 | 楊順宇 | 民國104.02.01~104.08.01 | 為代理校長 |
| 第八任 | 賴森華 | 民國104.08.01~112.08.01 |            |
| 第九任 | 葉誌鑑 | 民國112.08.01~至今      |            |

## 學生人數
- 圖為碧華國小歷屆學生數〈橫軸為民國年、縱軸為學生人數〉

| 年份   | 64   | 66   | 68   | 69           | 70                                        | 72   | 74   | 77   | 79             | 80                                                       | 82   | 84   | 86   | 87           | 88             | 90   | 92   | 97   | 98   | 100  | 103  | 106  | 107  |
| 學生數 | 3394 | 5024 | 5960 | 6359         | 6746                                      | 7587 | 8454 | 9113 | 9830           | 6395                                                     | 5649 | 4715 | 4280 | 4131         | 4042           | 3823 | 3563 | 2890 | 2722 | 2515 | 2059 | 1726 | 1768 |
| 班級數 | 74   | 91   | 108  | 115          | 120                                       | 139  | 163  | 180  | 197            | 135                                                      | 117  | 117  | 118  | 120          | 119            | 115  | 111  | 99   | 97   | 92   | 77   | 63   | 61   |
| 備註   |      |      |      | 學區共18個里 | 永福國小成立，學校畫分出2學區學區共16個里 |      |      |      | 全國第二大小學 | 撥60班至五華國小。成立特教班、音樂資優班2班、啟聰班2班。 |      |      |      | 學區變為12里 | 設有特教班10班 |      |      |      |      |      |      |      |      |

## 校舍改建
因氯離子超標（俗稱海砂屋）以及耐震係數不足等問題，碧華國小老舊校舍改建工程於102年完成規劃設計，決定改建，新北市長朱立倫在民國102年（2013年）7月29日主持三重區碧華國小老舊校舍整建暨公共地下停車場興建動土典禮。於106年完成學校自行辦理的第一期工程，新建了教學大樓、綜合活動中心、操場、公共地下停車場，其中，公共地下停車場又可提供256個汽車停車格及50個機車停車格，供附近民眾停車使用，而教學大樓的防震係數為1.5以上，可抗7級以上地震。除此之外，校舍建造使用永續環境之材料，並兼顧建築美學，獲得銅級綠建築標章，讓學生在重視節能、健康的生態永續校園中，舒適學習。
爾後又於民國107年（2018年）至民國109年（2020年）進行第二期工程，並委由新北市政府新建工程處採統包工程辦理，由李麗如建築師設計，榮金營造施工，興建多功能音樂教育教學大樓 (內含普通教室、專科教室、演奏廳、合奏教室、琴房等)、自立午餐廚房、幼兒園教學空間，成為一所「校園美強生、音樂美樂地、午餐美熱地」的三美校園。並於民國109年（2020年）9月1舉辦老舊校舍整建工程啟用典禮，邀請新北市長侯友宜出席。
歷時7年，斥資11億的一、二期老舊校舍整建工程做後於109年5月全數竣工。總共興建7棟建築，共計138間教室（含圖書館）、綜合活動中心、藍色操場。

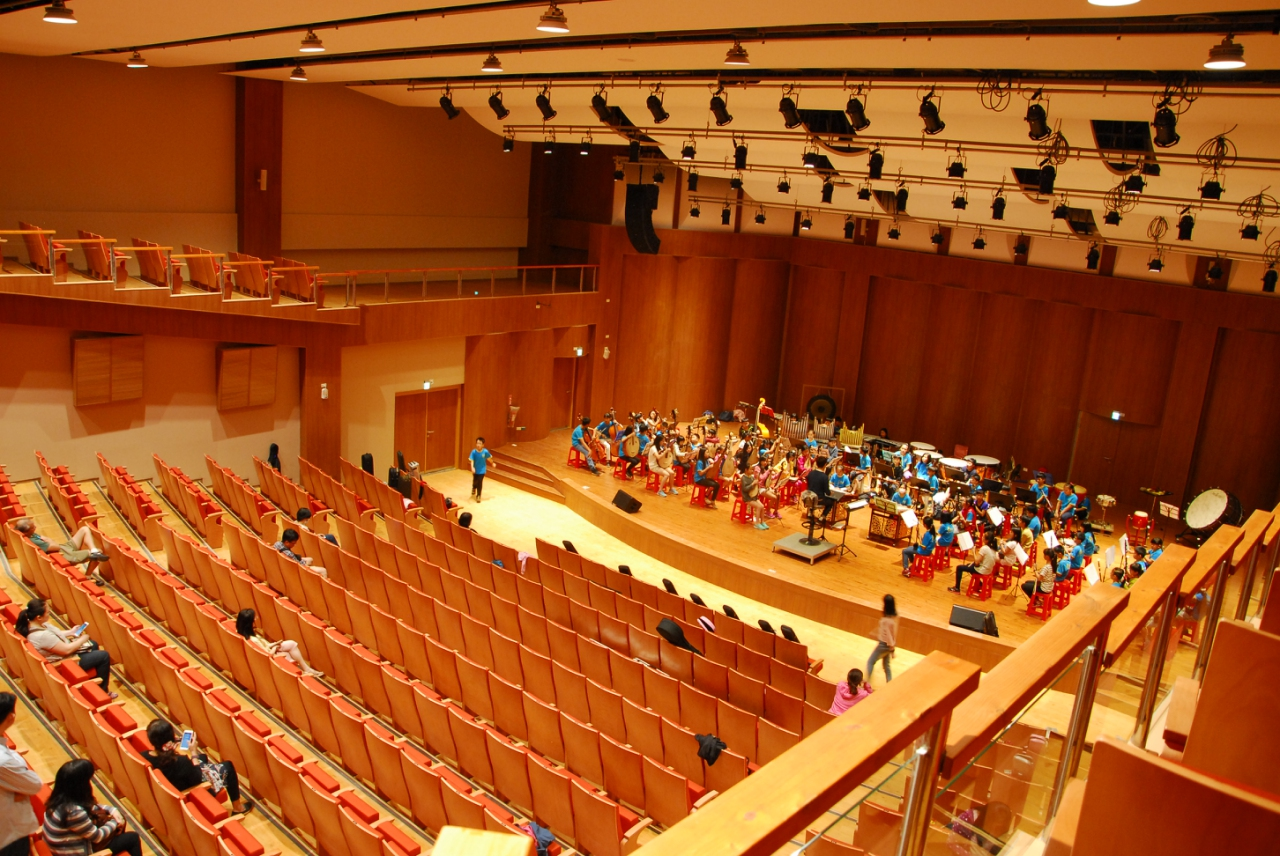
碧華國小音樂廳

學校整建後有國際賽事水準的音樂廳，提供新北各學校使用。

## 碧華國小地下停車場

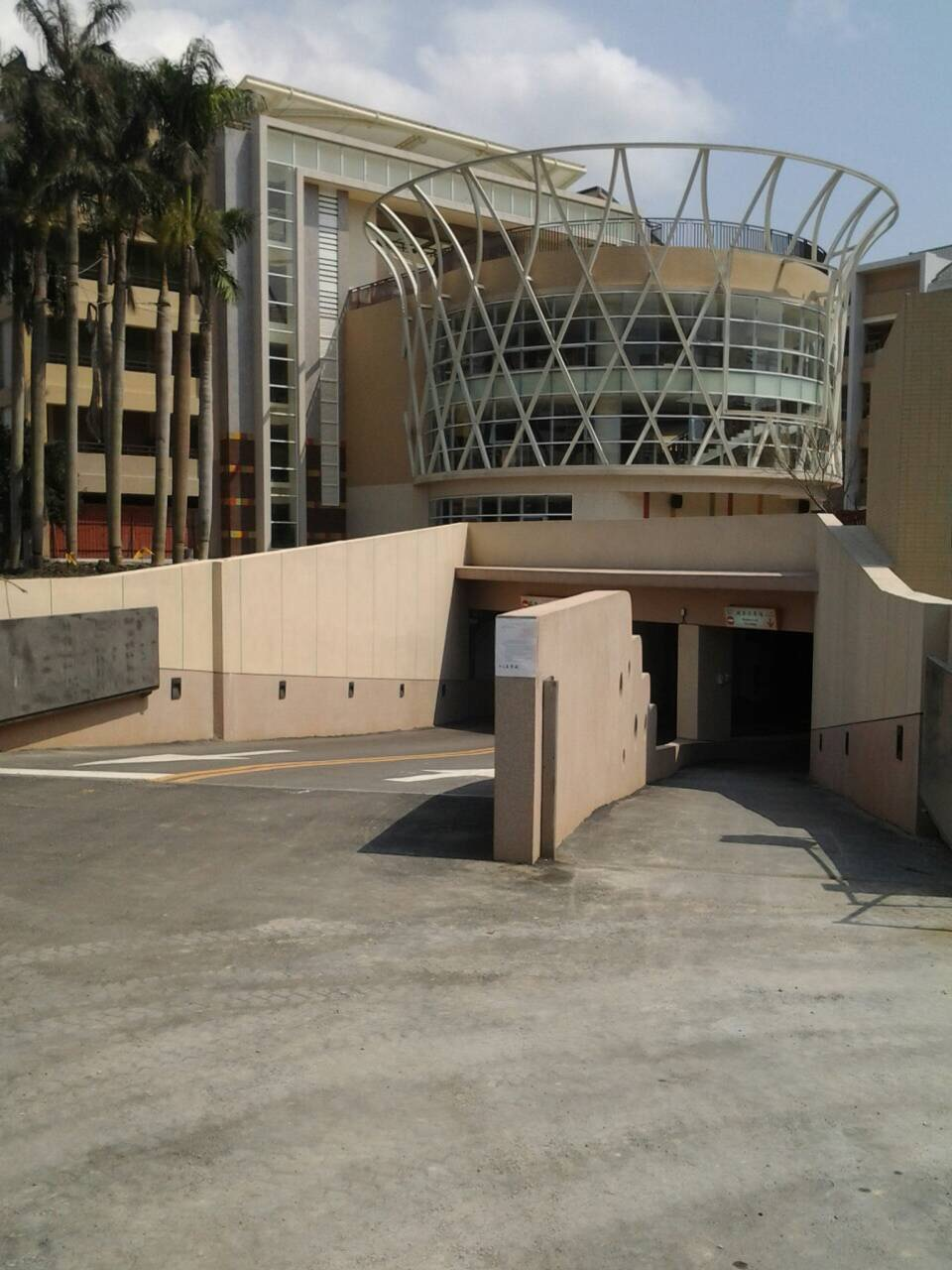
碧華國小地下停車場(背後為碧華國小圖書館)

位於新北市三重區碧華街294巷，乃配合學校校舍新建工程而設置，共有256個小型車停車位及50格機車停車位。新北市政府交通局依「促進民間參與公共建設法」，引進民間資源投入營運規劃，於停車場設置智慧型停管系統、車位在席系統、緊急救命AED、女士優先停車位、孕婦優先停車位與監視系統，以提升停車場服務品質。
民國105年（2016年）3月7日至4月30日止開放免費試停，同年5月1日正式收費。24小時服務。

## 學校周邊
- 碧華布街
- 新北高中
- 碧華國中
- 五華國小
- 藏壽司 三重集賢路店
- 集賢環保公園
- 家樂福蘆洲店
- 集賢路
- 碧華公園
- 新北市公共自行車租賃系統 碧華公園
- 碧華寺

## 外部連結
- 碧華國小校網 （页面存档备份，存于）